# Argentine (metrostation)
Argentine er en station på metronettet i Paris og betjener metrolinje 1. Den ligger på grænsen mellem 16. og 17. arrondissement

## Beliggenhed
Stationen er beliggende under Avenue de la Grande-Armée.

## Historie
Stationen åbnede den 1. september 1900, hvilket var senere end linjen, så togene passerede det første stykke tid stationen uden at standse. Den hed da Obligado efter Rue Obligado, som havde fået sit navn efter en engelsk-fransk sejr over Argentina i 1845.
Den fik sit nuværende navn den 25. maj 1948 samtidig med, at Rue Obligado ændredes til Rue Argentina. Det skete for at takke Argentina for landets hjælp med genopbygningen efter krigen og især fødevarehjælp, hvor der fra Argentina blev sendt store forsyninger af korn og kød til Frankrig, hvis landbrug og distributionssystem var stærkt medtaget af 2. verdenskrig.

## Automatisering
Inden for rammerne af projektet for modernisering og automatisering af metrolinje 1 blev perronerne forhøjet i week-enden fra 20. til 21. september 2008, og der blev arbejdet videre på stationen til slutningen af 2008.

## Adgang
Der er nedgang til stationen fra
- Avenue de la Grande-Armée 36
- Avenue de la Grande-Armée 37

## Trafikforbindelser
- RATP